# Melanips thomsoni
Melanips thomsoni is een vliesvleugelig insect uit de familie van de Figitidae. De wetenschappelijke naam van de soort is voor het eerst geldig gepubliceerd in 1903 door Kieffer.